# Stille (Fluss)
Die Stille ist ein über den Quellteich in Springstille 8,6 km, über den Helmersbach nebst nördlichstem Quelllauf 11,2 km und über den Asbach 11,5 km langer Fluss im thüringischen Landkreis Schmalkalden-Meiningen, der in Schmalkalden von links in die der Schmalkalde mündet. 
Mit 55,0 km² Einzugsgebiet nimmt die Stille mehr als ein Drittel des Flusssystems der Schmalkalde (156,4 km², davon 79,9 km² oberhalb der Stillemündung) ein.

## Verlauf
Die Stille entspringt einem Quellteich am Südostrand der Gemeinde Springstille.
Flurnamen mit Spring verweisen in Thüringen häufig auf eine Quelle. Bereits in der Ortslage von Springstille nimmt der Fluss den Rößbach als linken und den Helmersbach als rechten Zufluss auf. Am Ortsrand von Springstille befanden sich zwei Mahlmühlen.
Die Stille fließt beständig in nordwestliche Richtung auf Schmalkalden zu und erreicht zunächst den Nachbarort Mittelstille, wo sie in dichter Folge weitere Quellbäche und als bedeutenderen Zufluss den Breitenbach aufnimmt. Das Tal der Stille ist ein relativ weiter und flacher Wiesengrund.
Von den vier zum Ort gehörenden ehemaligen Mahlmühlen befindet sich die Neumühle etwa 500 m östlich der Ortslage Mittelstille, 2 Mahlmühlen (Mittel- und Obermühle) befinden sich im Ort und eine weitere Mahlmühle (Untermühle) liegt am Mühlweg im unteren Teil des Dorfes. Als rechter Zufluss mündet in der Ortslage noch die Bäche ein.
Bei Näherstille verengt sich das Tal der Stille zwischen den Bergen Gackenberg (437,8 m ü. NN) und Grasberg (370,6 m ü. NN). Diese Stelle war gut geeignet für eine Furt: hier querte ein Seitenast der Hohen Straße die Stille, sie verlief in nördlicher Richtung zum Kamm des Thüringer Waldes und erreichte am Possenröder Kreuz den Scheitel des Gebirges um von da nach Friedrichroda abzusteigen.
Durch den Gackenberg wird der Laufweg der Stille nach Westen abgelenkt, zugleich erreicht der Bach hier den Rand der Kernstadt von Schmalkalden. Unmittelbar an der Ortsteilgrenze von Näherstille zum Kernort Schmalkaldens mündet als letzter Zufluss der Asbach mit etwa der gleichen Wassermenge, die die Stille bislang führt, von rechts. Die Stille fließt von da in einem leichten, nach Südwesten orientierten Bogen ab, um dicht oberhalb des Bahnhofes in die Schmalkalde zu münden.

## Name
Oftmals wird der Name Stille als stilles Wasser gedeutet. Der Flussname findet sich auch in den Ortsnamen Springstille (948 erstmals als „Stillaha“ erwähnt), Mittelstille (1210 erstmals als „Stillamedio“ erwähnt) und Näherstille (1333 erstmals als „Nydern Stilla“ erwähnt) wieder.

## Wirtschaftshistorie
Die Stille hatte besonders für die Stadt Schmalkalden große wirtschaftliche Bedeutung, auch ergänzte sie als breiter Kunstwassergraben den südlichen Bereich der Stadtbefestigung. Der Straßenname Vor dem Stillertor im südöstlichen Teil der Altstadt erinnert an die Stiller Vorstadt, ein Wohngebiet und zugleich an die dort befindlichen technischen Anlagen in Form von Mühlen, Hammerwerken und Gerbereien und an das Stiller Tor (Stadttor in Richtung der Stilledörfer).

## Sonstiges
Die Stille ist im jeweiligen Ortswappen von Springstille und Mittelstille enthalten.